# Saison 2 de L'Apprentie maman
 (septembre 2017).
Si vous disposez d'ouvrages ou d'articles de référence ou si vous connaissez des sites web de qualité traitant du thème abordé ici, merci de compléter l'article en donnant les références utiles à sa vérifiabilité et en les liant à la section « Notes et références ».
Chronologie
Saison 1 Saison 3
Cet article présente les épisodes de la deuxième saison de la série L'Apprentie maman diffusée depuis le 2 octobre 2014 au 3 juin 2015 sur Nickelodeon.
En France, la deuxième saison est diffusée à partir du 20 septembre 2017 sur Nickelodeon Teen.

## Épisodes

### 1. Titre français inconnu (Sanders Again)
- États-Unis: 2 octobre 2014

- États-Unis: 1,12 million de téléspectateurs

### 2.Un œuf avec un tout autre nom(An Egg by Any Other Name)
- États-Unis: 9 octobre 2014
- France: 20 septembre 2017

- États-Unis: 1,08 million de téléspectateurs

### 3. Titre français inconnu (Gabby's Game Boy)
- États-Unis: 16 octobre 2014

- États-Unis: 1,19 million de téléspectateurs

### 4. Titre français inconnu (Children of the Candy Corn)
- États-Unis: 23 octobre 2014

- États-Unis: 1,35 million de téléspectateurs

### 5. Titre français inconnu (Teacher's Pest)
- États-Unis: 6 novembre 2014

- États-Unis: 1,90 million de téléspectateurs

### 6. Titre français inconnu (James Goes Pro)
- États-Unis: 13 novembre 2014

- États-Unis: 1,67 million de téléspectateurs

### 7. Titre français inconnu (Drill Team)
- États-Unis: 20 novembre 2014

- États-Unis: 1.45 de téléspectateurs

### 8. Titre français inconnu (Popular Mechanics)
- États-Unis: 4 décembre 2014

- États-Unis: 1,86 million de téléspectateurs

### 9. Titre français inconnu (Not Full House)
- États-Unis: 15 avril 2015

- États-Unis: 1.92 de téléspectateurs

### 10.Savoir se remettre en selle(How You Bike Me Now)
- États-Unis: 22 avril 2015
- France : 28 septembre 2017

- États-Unis: 0,94 million de téléspectateurs

### 11. Titre français inconnu (My Stupid Sweet Sixteen)
- États-Unis: 29 avril 2015

- États-Unis: ?

### 12.Le monstre hurleur(Yelly Monster)
- États-Unis: 6 mai 2015
- France : 25 septembre 2017

- États-Unis: ?

### 13. Titre français inconnu (Ain't Misbehavin' or Else)
- États-Unis: 13 mai 2015

- États-Unis: ?

### 14. Titre français inconnu (Instant Prom)
- États-Unis: 20 mai 2015

- États-Unis: ?

### 15. Titre français inconnu (Don't Worry, Be Maggie)
- États-Unis: 27 mai 2015

- États-Unis: ?

### 16. Titre français inconnu (Ghost Busted)
- États-Unis: 3 juin 2015

- États-Unis: ?